# O obyczajach Kościoła Katolickiego i obyczajach manichejczyków
O obyczajach Kościoła Katolickiego i obyczajach manichejczyków (łac. De moribus Ecclesiae catholicae et de moribus Manichaeorum) – wczesny anty-manichejski traktat Augustyna z Hippony. Rozpoczął go w Mediolanie ok. 387/388 r. niedługo po przyjęciu chrztu, dokończył w 389 r. w rodzinnej Tagaście, już po napisaniu komentarza Przeciwko manichejczykom komentarz do Księgi Rodzaju.

## Treść
Augustyn pisał De moribus, mając świeżo w pamięci swe doświadczenia z okresu bycia słuchaczem w sekcie manichejskiej. W traktacie gorzko wyrażał się o braku zrozumienia przez manichejczyków tego, co ortodoksyjni chrześcijanie im mówili. Chrześcijański neofita widział w obcowaniu z nimi zastosowanie ewangelicznych słów Jezusa: „nie rzucajcie psom tego co święte” (Mt 7,6). Według Augustyna, nauczyciele sekty odpowiadali na nauczanie Kościoła zamiast argumentami, "szczekaniem". Mówił: „Nie gniewajcie się. Ja także szczekałem w odpowiedzi i byłem psem, gdy ludzie słusznie stosowali do mnie nie pokarm nauki, lecz kij odrzucenia (De moribus I,18.33)”.
Bezpośrednim celem napisania dzieła była obrona Starego Testamentu przed poglądami manichejskimi oraz ukazanie wyższości ascetyki chrześcijańskiej (I.1.1 - I.2.3.). 
W pierwszej księdze, bardziej pozytywnej, pojednawczej, Autor omówił temat pragnienia szczęścia oraz zagadnienie prawa miłości (I.3.4-I.14.24). Przedstawił też cnoty kardynalne i zasady moralności Kościoła (I.15.46-I.29.61). Pod koniec pierwszej księgi Augustyn ukazał przykłady ascetów chrześcijańskich w Egipcie i Italii (I.30.62-I.35-80). 
W drugiej księdze, znaczenie bardziej polemicznej, Augustyn skupił się na ukazaniu niższości praktyk ascetycznych manichejczyków. Augustyn poddał szczególnej krytyce manichejską doktrynę i praktykę tzw. „trzech pieczęci” realizowaną w życiu Wybranych sekty (II. 10. 19). Pierwszą pieczęcią była pieczęć ust – zakaz wypowiadania bluźnierstw, kłamstw itp. Druga pieczęć to pieczęć ręki, oznaczająca zakaz dokonywania morderstw, kradzieży, i jakiegokolwiek czynu, który mógłby być krzywdą wobec Światła, które jest uwięzione, jak nauczali manichejczycy, w stworzeniu materialnym. Trzecia pieczęć  –  pieczęć łona polegała na tym, że doskonali-wybrani mieli zachowywać całkowitą wstrzemięźliwość od jakiegokolwiek doświadczenia seksualnego. Od słuchaczy wymagano jedynie powstrzymania się od nierządu, cudzołóstwa i podobnych grzechów ciała.
Jednym z istotnych punktów omawianych przez Augustyna w De moribus jest różnica w rozumieniu  manichejczyków i ortodoksyjnej wiary chrześcijańskiej natury zła (De moribus II,2.2). Według Autora zło nie jest jakąś istniejącą rzeczywistością, sprzeciwiającą się Bogu – jak twierdzili manichejczycy  – lecz ułomnością istnienia, brakiem dobra, jest ruiną dobra, którego stwórcą jest Bóg. Sformułowanie tej różnicy miało dla Augustyna charakter przełomowy. Zawdzięczał je częściowo lekturze „ksiąg platończyków”, które studiował w czasie swego pobytu w Mediolanie. 
Augustyn oskarżył też Wybranych sekty o niemoralność, dając bardzo obrazowe przykłady, które jednak znał ze słyszenia.

## Wydania
Traktat De moribus Ecclesiae catholicae et de moribus Manichaeorum libri duo został wydany w: 
- Patrologia Latina 32,1309-1378
- Corpus Scriptorum Ecclesiasticorum Latinorum (CSEL) 90,224, wyd. J.B. Bauer /1992/ ISBN 3-209-01222-9

### Polskie przekłady
- Fragment w przekładzie Przemysława Nehringa: Obyczaje Kościoła katolickiego i obyczaje manichejczyków (I,64-73). W: Św. Augustyn: Pisma Monastyczne. Kraków: Tyniec. Wydawnictwo Benedyktynów, 2002, s. 173-184, seria: Źródła monastyczne 27. Tekst ten jest świadectwem poglądów Augustyna na życie monastyczne, zanim założył pierwszą wspólnotę monastyczną w Tagaście[5].